# Resolución 1438 del Consejo de Seguridad de las Naciones Unidas
La resolución 1438 del Consejo de Seguridad de las Naciones Unidas, aprobada unánimemente el 14 de octubre de 2002, después de reafirmar la resolución 1373 (2001), condenó los ataques con bombas en Bali, Indonesia, el 12 de octubre de 2002, así como otros actos terroristas cometidos recientemente en diversos países y consideró que esos actos constituyen una amenaza a la paz y la seguridad internacionales. Expresó profunda simpatía y condolencias a las víctimas de los ataques con bombas y a sus familias, e instó a todos los Estados a que, de conformidad con las obligaciones que les competen en virtud de la resolución 1373, cooperaran con las autoridades indonesias en sus esfuerzos para identificar y llevar ante la justicia a los perpetradores, organizadores y patrocinadores de los ataques terroristas.
Finalmente, la resolución expresó su determinación de combatir todas las formas de terrorismo.